# Anisozyga formosana
Anisozyga formosana är en fjärilsart som beskrevs av Okano 1960. Anisozyga formosana ingår i släktet Anisozyga och familjen mätare. Inga underarter finns listade i Catalogue of Life.